# Exército de Hortas Escolares dos Estados Unidos
O Exército de Hortas Escolares dos Estados Unidos (do inglês: United States School Garden Army (USSGA)), foi fundado pelo Departamento de Educação em 1917 durante a administração do presidente Woodrow Wilson. Wilson descreveu a jardinagem como "um esforço tão real e patriótico quanto a construção de navios ou o disparo de canhões" e opinou que "a comida vencerá a guerra". O USSGA foi criado para incentivar a jardinagem entre as crianças em idade escolar, na esperança de evitar uma potencial escassez de alimentos após aPrimeira Guerra Mundial. O financiamento da entidade veio do Departamento de Guerra.
O Departamento de Educação distribuiu manuais e guias (apresentando dados sobre a saúde do solo) em todo o país para crianças dos 9 aos 15 anos e seus professores. No Dia do Armistício, um grande número de crianças americanas respondeu à chamada para se tornarem “Soldados do Solo”. Os Jardins de Guerra são agora conhecidos como Jardins da Vitória.